# Kanton Niederbronn-les-Bains
Niederbronn-les-Bains is een voormalig kanton van het Franse departement Bas-Rhin. Het kanton maakte deel uit van het arrondissement Haguenau. Het werd opgeheven bij decreet van 18 februari 2014, met uitwerking op 22 maart 2015.

## Gemeenten
Het kanton Niederbronn-les-Bains omvatte de volgende gemeenten:
- Bitschhoffen
- Dambach
- Engwiller
- Gumbrechtshoffen
- Gundershoffen
- Kindwiller
- Mertzwiller
- Mietesheim
- Niederbronn-les-Bains (hoofdplaats)
- Oberbronn
- Offwiller
- Reichshoffen
- Rothbach
- Uberach
- Uhrwiller
- Uttenhoffen
- La Walck
- Windstein
- Zinswiller